# Börsenzulassungs-Verordnung
Die Börsenzulassungs-Verordnung ist eine deutsche Verordnung, die in ihrer aktuellen Bekanntmachung aus dem Einlagensicherungs- und Anlegerentschädigungsgesetz (EAEG) abgeleitet ist.
Sie regelt die Zulassungsvoraussetzungen und -verfahrensweisen für Wertpapiere zum Handel in einem gesetzlich geregelten Börsensegment einer Börse.